# Oulton Broad
Oulton Broad est une paroisse civile du Suffolk, en Angleterre.